# 東尾道駅

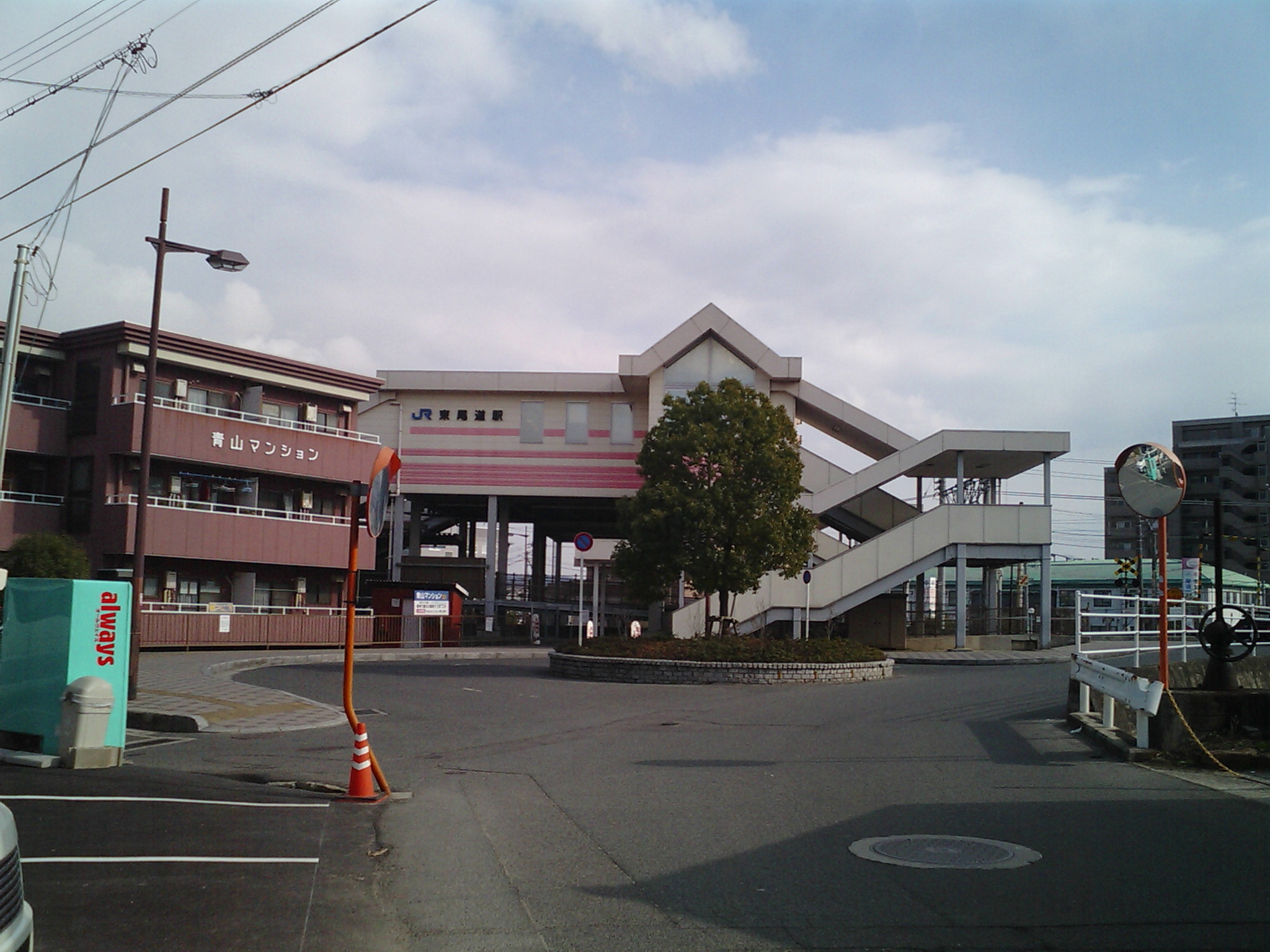
駅舎北側（2008年2月）

東尾道駅（ひがしおのみちえき）は、広島県尾道市高須町にある、西日本旅客鉄道（JR西日本）山陽本線の駅である。駅番号はJR-X17。

## 歴史
- 1990年（平成2年）10月：「高須駅（仮称）設置期成同盟会」発足[3]。
- 1992年（平成4年）1月：仮称を「東尾道駅」に改称[3]。
- 1994年（平成6年）12月5日：新駅建設の起工式[4]。
- 1996年（平成8年）7月21日：山陽本線松永駅 - 尾道駅間に新設開業[1][2]。
- 2007年（平成19年）
  - 6月28日：ICOCA対応簡易型自動改札機を導入。
  - 9月1日：ICカード「ICOCA」の利用が可能となる。
- 2020年（令和2年）
  - 2月29日：みどりの窓口が営業終了[5][6]。
  - 9月：駅ナンバリングが導入され、使用を開始[7][8]。

## 駅構造
相対式ホーム2面2線を有する地上駅。分岐器や絶対信号機を持たないため、停留所に分類される。鉄骨製の橋上駅舎を有し、南東側から見ると少し高いところに線路とプラットホームが敷かれている。
エレベーターは設置されていないが、ホームと外をつなぐスロープが設置されており、駅舎を通らずにホームに入ることができる。このスロープは通常は閉鎖されており、利用する場合は専用のインターホンで尾道駅に連絡して開放してもらう必要がある。
無人駅である。ICOCA対応の自動改札機が導入されている。

### のりば
| のりば | 路線     | 方向 | 行先           |
| ------ | -------- | ---- | -------------- |
| 1      | 山陽本線 | 下り | 尾道・三原方面 |
| 2      | 山陽本線 | 上り | 福山・岡山方面 |

## 利用状況
「統計おのみち」によると、1日平均乗車人員は以下の通り。
| 年度                | 1日平均 乗車人員 |
| ------------------- | ---------------- |
| 1996年（平成08年）  | 850              |
| 1997年（平成09年）  | 1,130            |
| 1998年（平成10年）  | 1,245            |
| 1999年（平成11年）  | 1,307            |
| 2000年（平成12年）  | 1,348            |
| 2001年（平成13年）  | 1,383            |
| 2002年（平成14年）  | 1,432            |
| 2003年（平成15年）  | 1,502            |
| 2004年（平成16年）  | 1,500            |
| 2005年（平成17年）  | 1,497            |
| 2006年（平成18年）  | 1,565            |
| 2007年（平成19年）  | 1,657            |
| 2008年（平成20年）  | 1,742            |
| 2009年（平成21年）  | 1,697            |
| 2010年（平成22年）  | 1,692            |
| 2011年（平成23年）  | 1,694            |
| 2012年（平成24年）  | 1,753            |
| 2013年（平成25年）  | 1,850            |
| 2014年（平成26年）  | 1,808            |
| 2015年（平成27年）  | 1,919            |
| 2016年（平成28年）  | 1,980            |
| 2017年（平成29年）  | 2,012            |
| 2018年（平成30年）  | 1,974            |
| 2019年（令和 元年） | 2,081            |
| 2020年（令和02年）  | 1,713            |
| 2021年（令和03年）  | 1,660            |

## 駅周辺
平地の少ない尾道市にあって希少な平地に恵まれた地区で住宅や商店が増加し、駅を中心にして賃貸アパート・分譲マンション・戸建て住宅などが建ち並ぶ。南東口は歩道・車道とも整備された新興住宅地。北西口は国道から山手にかけて民家が構えている。また国道2号を挟むようにしてロードサイド店舗が福山市松永地区まで連続して建ち並んでいて一体的な市街地を形成している。
- 尾道警察署高須交番
- 黒崎憩いの遊歩道
- 東尾道駅前郵便局
- 高須郵便局
- ふれあいホームタウン尾道
- JA尾道市高須支所

## バス路線
おのみちバスの路線が発着する。駅開業と同時におのみちバス（当時は尾道市営バス）と共に鞆鉄道も乗入れていた。広島空港へのリムジンバスも運行されていた。
- 1 市内本線西行：尾道駅前 / 高須車庫
- 21 市内本線西行：鳴滝登山口
- 8・80： 尾道工業団地線：バイパス東口
- 80 尾道工業団地線：尾道工業団地

## 隣の駅
西日本旅客鉄道（JR西日本）
 山陽本線
松永駅 (JR-X16) - 東尾道駅 (JR-X17) - 尾道駅 (JR-X18)